# Bergmeervallen
Bergmeervallen (Nematogenyidae) zijn een familie van straalvinnige vissen uit de orde van meervalachtigen (Siluriformes).

## Geslachten
- Nematogenys Girard, 1855